# James M. Priest

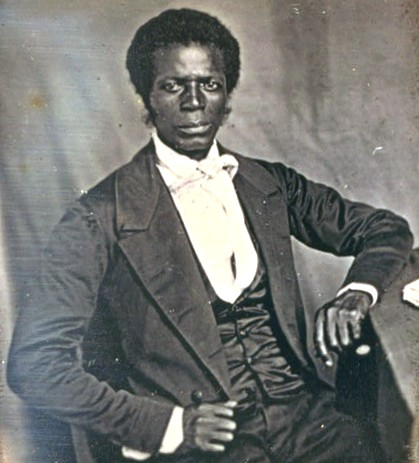
James M. Priest (1819-1883)

James M. Priest (Kentucky (VS), 8 juli 1819 - Liberia 16 mei 1883) was een Liberiaans staatsman en zendeling. Hij was van 4 januari 1864 tot 6 januari 1868 vicepresident van Liberia onder president Daniel Bashiel Warner.

## Biografie
Hij werd geboren als slaafgemaakte van mevrouw Jane Anderson Meaux (1780-1844). Meaux stond te boek als een vrome vrouw die wilde dat na haar overlijden al haar slaven zouden worden vrijgelaten. Zij zorgde ervoor dat Priest onderwijs kon volgen en schonk hem nadien – nog voor haar overlijden – zijn vrijheid. In opdracht van mevrouw Meaux ging hij naar Liberia om een onderzoek in te stellen naar de Afro-Amerikaanse nederzettingen daar te plaatse. Na zijn terugkeer in Liberia studeerde hij theologie aan de McCormick Theological Seminary te New Albany, Indiana (1840-1843) en werd als presbyteriaans predikant bevestigd en vertrok vervolgens als eerste Afro-Amerikaanse zendeling voor de McCormick Theological Seminary naar Liberia waar hij zich permanent vestigde (Greenville, 1843).
Naast zijn werkzaamheden als zendeling en predikant deed hij zijn intrede in de politiek en was hij van 1864 tot 1868 vicepresident van Liberia. Nadien was hij rechter aan het hooggerechtshof van het land.
James M. Priest overleed op 16 mei 1883. Bij zijn overlijden was hij veertig jaar predikant.